# Насейки
Насе́йки (бел. Насейкі) — деревня в Барановичском районе Брестской области Белоруссии. Входит в состав Городищенского сельсовета. Население — 4 человека (2023).

## География
Расположена в 29,5 км по автодорогам к северу от центра Барановичей, на расстоянии 5,5 км по автодорогам к северо-западу от центра сельсовета, городского посёлка Городище. Ближайшие населённые пункты — деревни Зелёная и Душковцы. К западу от деревни протекает река Ляховка, правый приток реки Сервеч.

## История
В 1909 году — деревня (4 двора, 21 житель), имение и два фольварка Городищенской волости Новогрудского уезда Минской губернии.
После Рижского мирного договора 1921 года — в составе Городищенской гмины Новогрудского повета Новогрудского воеводства Польши.
С 1939 года — в составе БССР, с конца июня 1941 года до июля 1944 года оккупирована немецко-фашистскими войсками.
В 1940–62 годах — в Городищенском районе Барановичской, с 1954 года Брестской области. Затем передана Барановичскому району.

## Население
По состоянию на 1 января 2023 года в деревне проживало 4 человека в 3 хозяйствах, в том числе 0 моложе трудоспособного возраста, 1 — в трудоспособном возрасте и 3 — старше трудоспособного возраста. 
| Численность населения (по переписи) | Численность населения (по переписи) | Численность населения (по переписи) | Численность населения (по переписи) | Численность населения (по переписи) |
| 1909                                | 1921                                | 1999                                | 2009                                | 2019                                |
| ----------------------------------- | ----------------------------------- | ----------------------------------- | ----------------------------------- | ----------------------------------- |
| 21                                  | ↗29                                 | ↘8                                  | ↘5                                  | →5                                  |